# Adam Karpiński

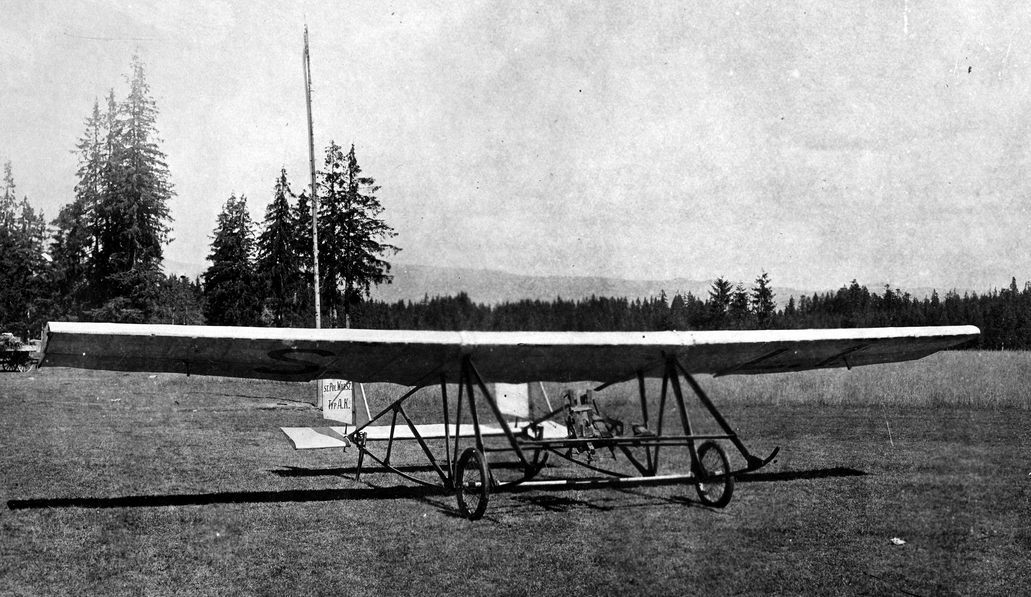
Szybowiec SL-1 Akar konstrukcji Adama Karpińskiego

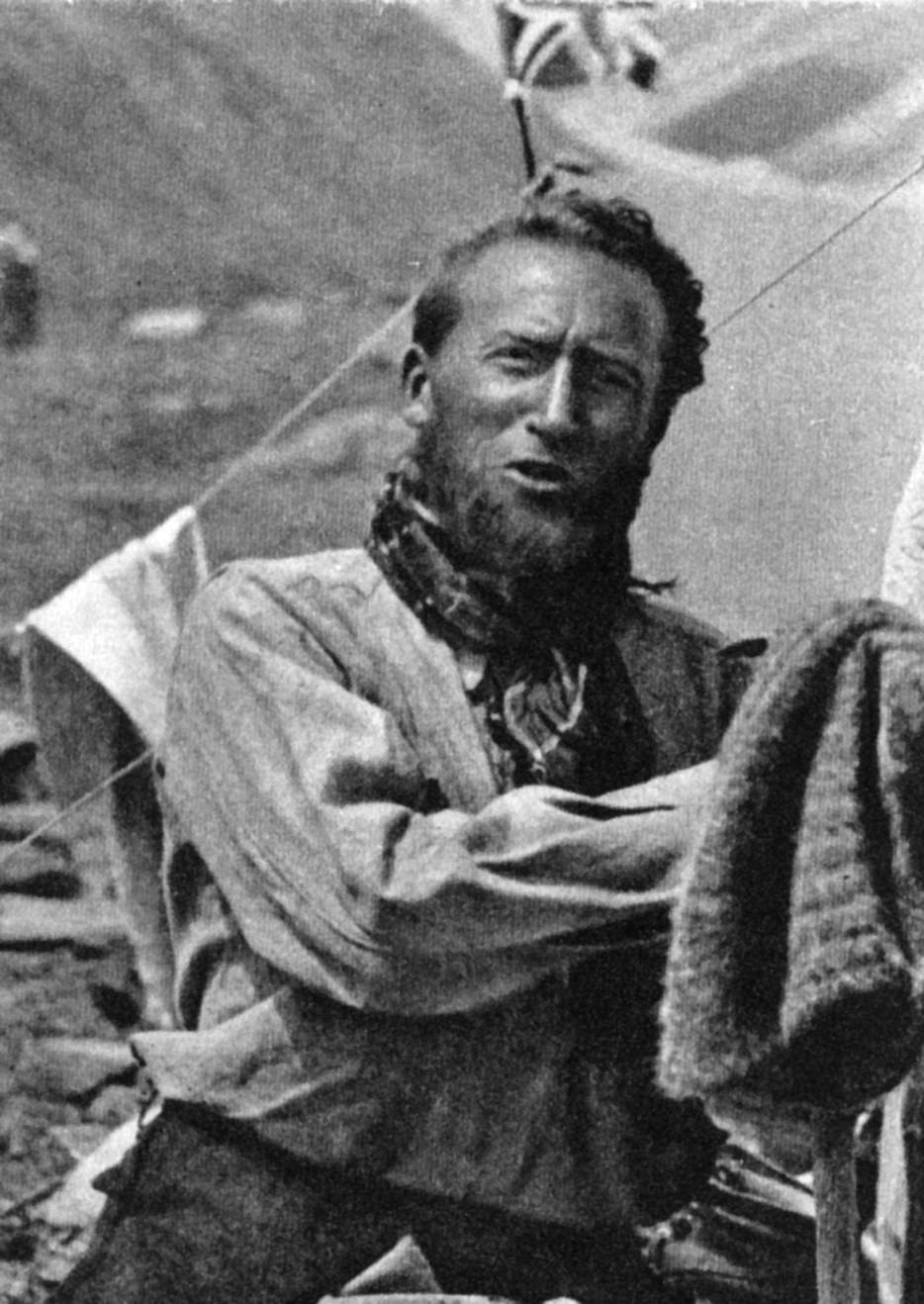
Adam Karpiński

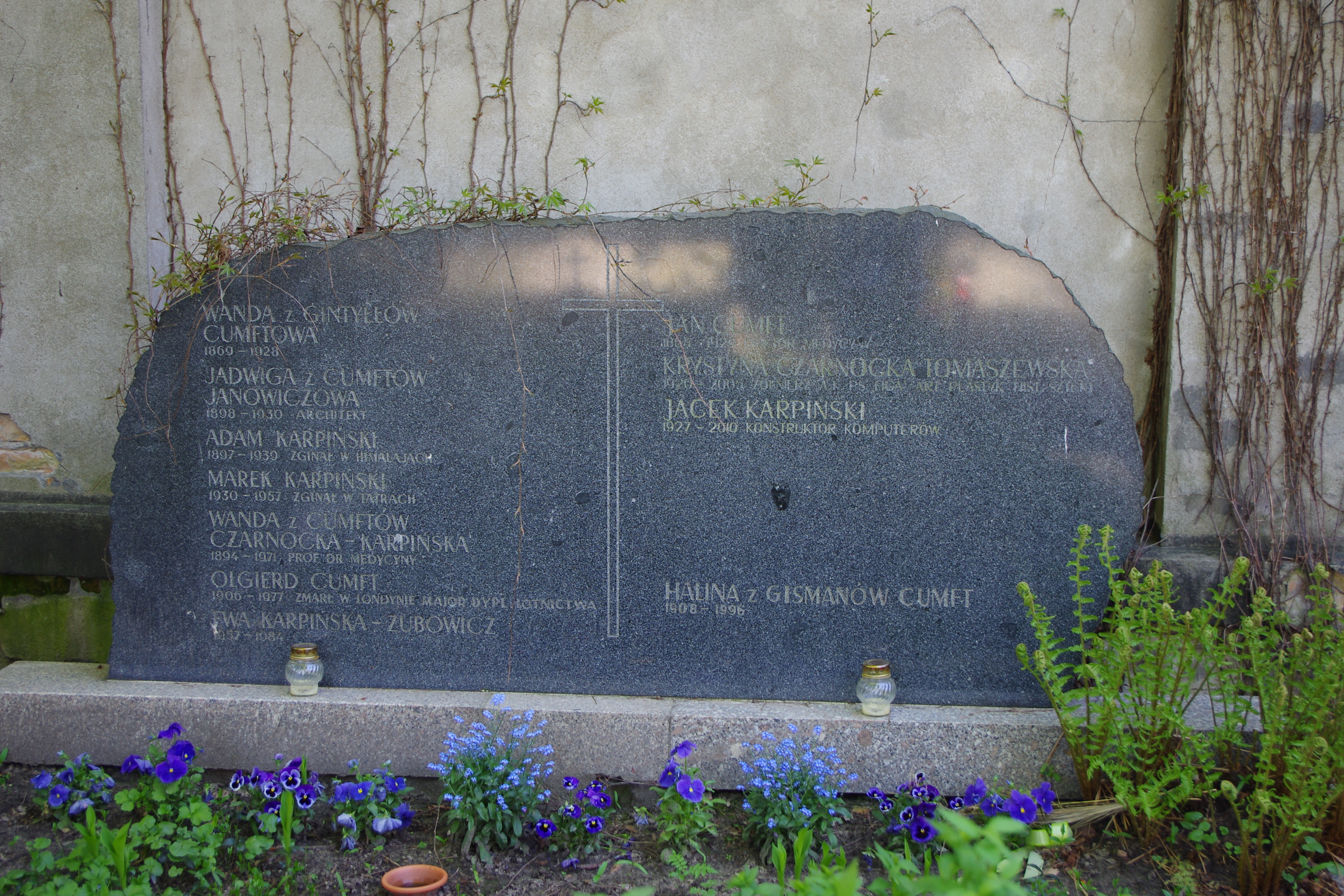
Grób Adama Karpińskiego, jego żony Wandy Czarnockiej-Karpińskiej oraz ich syna informatyka Jacka Karpińskiego na cmentarzu ewangelicko-reformowanym w Warszawie

Adam Tadeusz Karpiński ps. „Akar” (ur. 16 grudnia 1897 w Turce, zm. w nocy 18/19 lipca 1939 na Tirsuli) – kapitan obserwator Wojska Polskiego, kawaler Orderu Virtuti Militari, inżynier mechanik, konstruktor lotniczy, taternik, alpinista i himalaista.

## Życiorys
Syn Stanisława i Zofii z domu Kuszepecińskiej. W latach 1907–1915 uczył się w gimnazjach w Trembowli i Cieszynie. Trafił do Lublina, gdzie pracował jako kierownik działu analiz w laboratorium chemicznym armii austro-węgierskiej. Był uczestnikiem I wojny światowej w szeregach Legionów Polskich. W latach 1918–1920 służył w Wojsku Polskim, najpierw w 23 pułku piechoty, następnie został skierowany na kurs obserwatorski do Oficerskiej Szkoły Obserwatorów Lotniczych. Po jego ukończeniu otrzymał przydział do 12 eskadry wywiadowczej. Swe doświadczenia bojowe opisał w artykule „Moje dobre czasy” opublikowanym w „Młodym Lotniku” z grudnia 1926 r. Zweryfikowany w stopniu porucznika ze starszeństwem z dniem 1 czerwca 1919 roku w korpusie oficerów aeronautyki. W 1934 roku pozostawał w ewidencji Powiatowej Komendy Uzupełnień Warszawa Miasto III. Posiadał przydział do 5 pułku lotniczego w Lidzie. Na stopień kapitana został mianowany ze starszeństwem z 19 marca 1939 i 1. lokatą w korpusie oficerów lotnictwa.
Po ukończeniu służby wojskowej rozpoczął studia na Wydziale Mechanicznym Politechniki Warszawskiej, w trakcie których odbył praktyki w Zakładach Mechanicznych E. Plage i T. Laśkiewicz oraz we włoskim koncernie S.A. Breda w Mediolanie.
Następnie został projektantem i konstruktorem samolotów sportowych i szybowców, jednym z najlepszych w kraju. W trakcie studiów skonstruował szybowiec SL-1 Akar, który wziął udział w I Konkursie Ślizgowców rozegranym w sierpniu i wrześniu w Białce k. Nowego Targu. Szybowiec w konkursie zajął I miejsce zdobywając I i II nagrodę. Na tym szybowcu 9 kwietnia 1924 roku brat konstruktora, Tadeusz Karpiński, ustanowił rekord Polski w długotrwałości lotu wynoszący 4 minuty i 5 sekund. W 1924 roku opracował, w ramach konkursu ogłoszonego przez Ministerstwo Komunikacji, projekt samolotu pasażerskiego. W 1926 roku uczestniczył w konkursie ogłoszonym przez Podlaską Wytwórnię Samolotów na samolot szkolny.
W czerwcu 1926 roku obronił dyplom inżyniera i rozpoczął pracę w Podlaskiej Wytwórni Samolotów jako konstruktor lotniczy. Został skierowany na roczne specjalistyczne studia uzupełniające do Turynu, po ich ukończeniu został w PWS kierownikiem działu montażu samolotów.
Jako zawodnik i organizator brał udział w licznych zawodach, badał warunki do tworzenia lotnisk szybowcowych w Beskidach i na Podtatrzu. W latach 1924–1925 kierował dwoma wyprawami szybowcowymi w okolice Babiej Góry mającymi za zadanie wyszukiwać nowe tereny do uprawiania szybownictwa. Od 1922 do 1924 roku był prezesem Sekcji Lotniczej przy Kole Mechaników-Studentów Politechniki Warszawskiej, uprawiał narciarstwo i wioślarstwo. W 1923 roku był w składzie zwycięskiej ósemki Warszawskiego Towarzystwa Wioślarskiego w międzyklubowych regatach rozegranych na Wiśle. W 1924 roku, w składzie reprezentacji Akademickiego Związku Sportowego, brał udział w zawodach wioślarskich rozegranych w Gdańsku. W 1927 roku był jednym z założycieli Aeroklubu Akademickiego w Warszawskie, w 1929 r. brał udział w tworzeniu Klubu Lotniczego PWS (w latach 1930–1931 był jego prezesem). W 1929 roku przeszedł przeszkolenie w Klubie Lotniczym PWS i otrzymał licencję pilota turystycznego I kategorii. W lipcu 1930 wziął udział jako mechanik pokładowy w początkowej fazie rajdu lotniczego dookoła Europy międzynarodowych zawodów Challenge 1930, z pilotem Zbigniewem Babińskim na PWS-50 (18-21 lipca).
W 1932 roku zakończył pracę w PWS i przeniósł się do Kierownictwa Zaopatrzenia Aeronautyki, na następnie do Państwowych Zakładów Lotniczych w Warszawie.
Był autorem wielu publikacji z dziedziny lotnictwa, zarówno fachowych, jak i popularnych. Zajmował się też konstruowaniem sprzętu alpinistycznego, jak namiotów („Akar-Ramada”), śpiworów czy tzw. „rakobutów”.
Był mężem Wandy Czarnockiej-Karpińskiej, ojcem Marka i Jacka.

## Wspinaczka

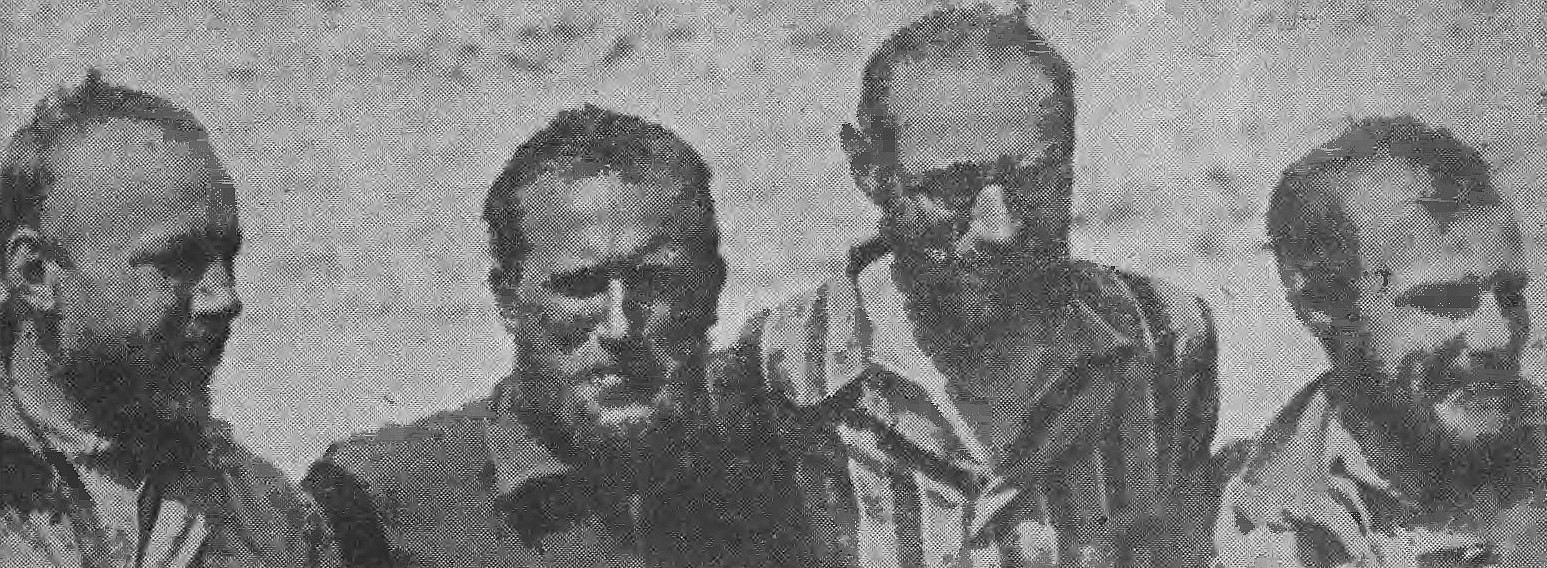
I Polska Wyprawa w Himalaje w 1939. Od lewej: Janusz Klarner, Adam Karpiński, Jakub Bujak, Stefan Bernadzikiewicz

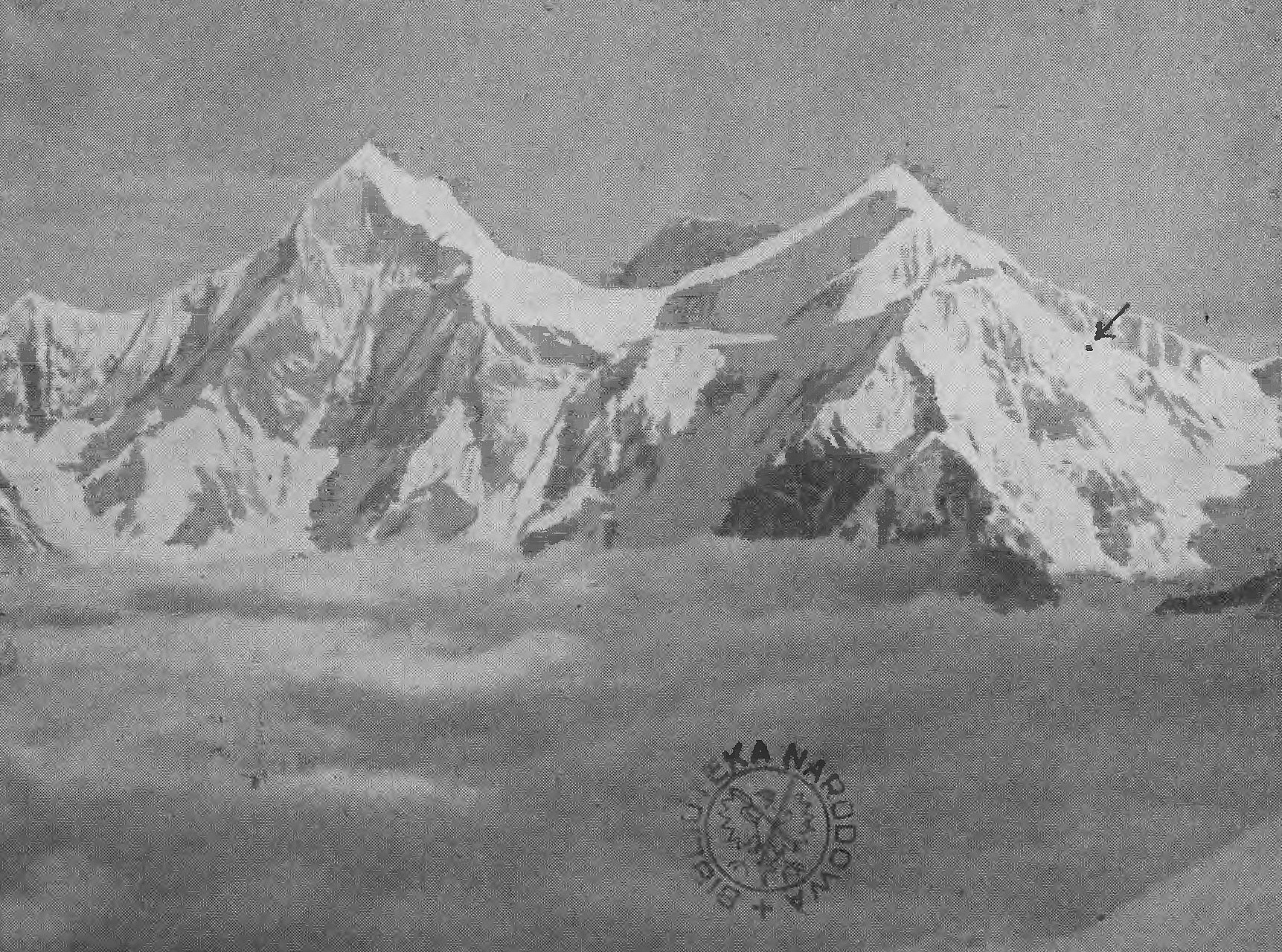
Miejsce zejścia lawiny na Tirsuli w 1939

### Taternictwo
Od roku 1922 zajmował się wspinaczką – początkowo w Tatrach, gdzie kładł nacisk na rozwój taternictwa zimowego ze szczególnym uwzględnieniem długich, wielodniowych przejść. Miał na koncie wiele pierwszych wejść zimowych na szczyty tatrzańskie od Banówki na zachodzie do Nowego Wierchu na wschodzie. Na Lodowy Szczyt wszedł zimą północną ścianą. W zimie 1925 dokonał samotnego przejścia grani Tatr Zachodnich od Bobrowca do Tomanowego Wierchu Polskiego (z czterema biwakami w namiocie). Trzy lata później razem z Konstantym Narkiewiczem-Jodko przeszedł zimą znaczną część grani Tatr Wysokich – od Przełęczy pod Kopą do Białej Ławki. Trasa ta wymagała jedenastu biwaków w namiocie i obejścia trudnych fragmentów.

### Góry wysokie
Od 1925 Karpiński uczestniczył w wyprawach w Alpy, w 1936 kierował w tych górach wyprawą Klubu Wysokogórskiego i był tam kierownikiem obozu treningowego. W latach 1933–1934 był jednym z sześciu uczestników pierwszej polskiej wyprawy w Andy. Dokonał w jej trakcie m.in. pierwszego wejścia na wierzchołek Mercedario (6720 m n.p.m.), trzeci co do wysokości szczyt Ameryki (wówczas uznawany za drugi).
Już w 1924, a ponownie w 1938, Karpiński planował polską wyprawę, która miałaby zdobyć Mount Everest. W 1939 kierował I Polską Wyprawą w Himalaje. Podczas tej wyprawy 2 lipca 1939 Jakub Bujak i Janusz Klarner zdobyli wierzchołek Nanda Devi East (7434 m), co było ówczesnym wysokościowym rekordem Polski.
Razem z inż. Stefanem Bernadzikiewiczem Karpiński atakował podczas tej wyprawy szczyt Tirsuli (7074 m) w Himalajach Garhwalu. Próba zakończyła się tragicznie – obaj wspinacze zginęli w lawinie w nocy z 18 na 19 lipca 1939 roku. Ich ciała nie zostały odnalezione. Jego grób symboliczny znajduje się na cmentarzu ewangelicko-reformowanym w Warszawie (kwatera K1-2-21).
W dwudziestoleciu międzywojennym Karpiński był jedną z osób, dzięki którym nastąpił rozwój zimowego taternictwa oraz alpinizmu w Polsce. Zwracał uwagę na konieczność dobrej organizacji wyjazdów, odnosił sukcesy propagandowe. Wspinanie w Tatrach, Alpach, a także Andach traktował jako ćwiczenia przed wyprawami w Himalaje.

## Ordery i odznaczenia
- Krzyż Srebrny Orderu Wojskowego Virtuti Militari nr 8093 – 27 lipca 1922[24]
- Krzyż Walecznych dwukrotnie
- Polowa Odznaka Obserwatora nr 63 – 11 listopada 1928 „za loty bojowe nad nieprzyjacielem w czasie wojny 1918–1920”[25]